# ارنست توخ
ارنست توخ (آلمانی: Ernst Toch؛ آلمانی: [ˈtɔχ]؛ ۷ دسامبر ۱۸۸۷ – ۱ اکتبر ۱۹۶۴) یک آهنگساز و مدرس موسیقی یهودی اهل اتریش بود.
او در آغاز در دانشگاه وین فلسفه خواند. سپس در دانشگاه هایدلبرگ پزشکی و در «هنرستان دکتر هوخ» در فرانکفورت به تحصیل موسیقی پرداخت.
او یکی از برندگان «جایزهٔ مندلسون» در رشته آهنگسازی بود و در سال ۱۹۲۱ میلادی، مدرک دکترای خود را از دانشگاه هایدلبرگ دریافت کرد. در مدت اقامتش در آمریکا، استاد رشته فلسفه و موسیقی در دانشگاه کالیفرنیای جنوبی بود و به عنوان استاد مدعو در دانشگاه هاروارد هم تدریس می‌کرد.
او بابت آثارش برندهٔ جایزه پولیتزر شده است و در سال ۱۹۵۷ میلادی «نشان لیاقت جمهوری فدرال آلمان» را دریافت کرد.
از فیلم‌ها یا مجموعه‌های تلویزیونی که وی در آن‌ها نقش داشته است، می‌توان به دکتر سایکلاپس و هیچ‌کس نخواهد گریخت اشاره نمود.

## آثار مکتوب
از آثار ارنست توخ، کتاب The shaping forces in music به فارسی ترجمه شده است:
- نیروهای شکل‌پذیر در موسیقی: ملودی، هارمونی،کنترپوآن و فرم، ترجمه محسن الهامیان، نشر افکار
- بایسته‌های آهنگ‌سازی، ترجمه فراز خنافری، نشر چنگ

## موسیقی برای فیلم
موسیقی فیلمهای زیر توسط توخ ساخته شده اند:
- دکتر سایکلاپس (۱۹۴۰)
- گربه و قناری (۱۹۳۹)
- نادیده (۱۹۴۵)
- نشانی ناشناخته (۱۹۴۴)
- هیچ‌کس نخواهد گریخت (۱۹۴۴)